# Helicteres carthagenensis
Helicteres carthagenensis là một loài thực vật có hoa trong họ Cẩm quỳ. Loài này được Jacq. mô tả khoa học đầu tiên năm 1760.